# Nelson Suárez
Nelson Efraín Suárez Sevilla (23 de agosto de 1932, Ambato, Ecuador), fue un clavadista ecuatoriano.
Nació el 23 de agosto de 1932 en Ambato, Ecuador. A los 8 años de edad se sintió atraído por la natación luego de ver una publicación sobre la victoria en el Sudamericano de Natación de Lima 1938 de los ecuatorianos Ricardo "el Pechón" Planas, Abel "la Lancha" Gilbert, Carlos Luis "el Grillo" Gilbert y Luis Alcívar, conocidos como los Cuatro Mosqueteros del Guayas. Estudió en el Colegio Mejía de Quito, el primer y segundo año. A la edad de 13 años, en 1945, se trasladó con su familia a Guayaquil, donde nadó en una competencia que se celebró en el Río Guayas, sin embargo fue de los últimos en llegar. Cursó el tercer año de secundaria en el Colegio Vicente Rocafuerte, pero debido a su escaso recurso económico, tuvo que dejar el colegio para ayudar a su padre como comerciante en las provincias de Manabí y Los Ríos. Se graduó en un curso de educación física y se fue a estudiar becado a Brasil, luego ingreso a la marina en la Escuela Naval de Ecuador, llegando hasta el grado de cabo. Representó al Ecuador en un los Sudamericano de salto y waterpolo entre los años 60. Durante 6 años fue profesor de saltos ornamentales en Quito, dedicándose al salto a partir de los 50 años. En 1974 llegó a ser Campeón Latinoamericano de Saltos Ornamentales. En 2002 ganó tres medallas de plata en salto ornamental de las Olimpiadas de Melbourne Australia. Ganó dos medallas de oro en los Juegos Mundiales de Máster de Canadá en 2005. En 2012 ganó la medalla de oro en el Mundial de Natación de Riccione, Italia en la categoría máster en clavado.

## Fallecimiento
Falleció el 27 de marzo de 2018. 